# Бій

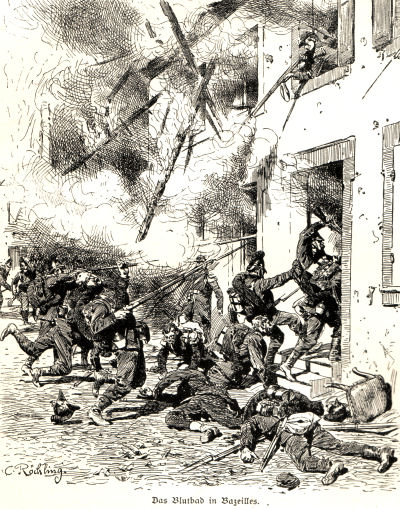
Бій між французькою та німецькою арміями під час Французько-прусської війни 1870—1871. Седан, 1870

Бій — у військовій справі — це основна форма бойових дій підрозділів, частин та з'єднань супротивних сторін, що є сукупністю узгоджених за метою, завданнями, місцем і часом дій бойових формувань усіх видів Збройних сил, формувань бойового, технічного і тилового забезпечення та маневру, що ведуться згідно з єдиним замислом і планом для виконання тактичних завдань.
Мистецтво ведення бою належить до області тактики, на відміну від операцій, які належать до області оперативного мистецтва і стратегії.
Бій може бути
- загальновійськовим,
- вогневим,
- протиповітряним,
- повітряним,
- морським.

Сучасний бій сухопутних військ є загальновійськовим, в ньому беруть участь і взаємодіють усі роди військ. Бій має рішучий і маневровий характер, розгортається на широкому фронті та на велику глибину із завдаванням ударів по флангах і тилу. Особливостями сучасного бою є різка зміна обстановки, швидкий розвиток, безперервність і напруженість бойових дій.
Успіх бою залежить від уміння виграти в часі і завоювати ініціативу, від найповнішого використання всієї вогневої сили зброї, бойової і спеціальної техніки, безперервного забезпечення свіжими резервами, високої організованості та дисциплінованості, високих моральних і фізичних якостей, бойової згуртованості і боєготовності війська. Все це досягається свідомим виконанням воїнського обов'язку, стійкістю, хоробрістю і готовністю війська у будь-яких умовах досягти перемоги.
Наступ і оборона  — основні види бою. Тільки рішучий наступ у високому темпі забезпечує повний розгром противника. Коли наступ неможливий або недоцільний, війська переходять до оборони.
Зустрічний бій виникає внаслідок маневру сторін у наступі та обороні.
Відхід застосовується з метою виведення підрозділів, частин, з'єднань з-під ударів противника і заняття вигідного рубежу для оборони, проведення контратаки (контрудару), скорочення протяжності фронту, виграшу часу.
Повітряний і морський бої протікають в інших умовах, ніж наземний, і мають свої особливі способи ведення.